# 日本食品・バイオ知的財産権センター
一般社団法人 日本食品・バイオ知的財産権センター（にほんしょくひん・バイオちてきざいさんけんセンター、英文名称：JAPAN FOODS & BIOTECHNOLOGY INTELLECTUAL PROPERTY RIGHTS CENTER、略称：JAFBIC）は、食品、バイオテクノロジー技術を応用した医薬品、化粧品などの日本の生産・販売・輸出・輸入事業者で構成する業界団体。以前は経済産業省特許庁所管の社団法人であったが、公益法人制度改革に伴い一般社団法人へ移行した。

## 概要
- 所在：東京都港区芝2-5-24 芝MARビル4階
- 設立：1980年11月11日
- 会長：安藤宏基（日清食品ホールディングス株式会社代表取締役CEO）